# Золотая лихорадка в Виктории
Золота́я лихора́дка в Викто́рии — исторический период активной золотодобычи в австралийском штате Виктория, начавшийся в 1851 году и продолжавшийся вплоть до конца 1860-х годов. Во время этого периода современный штат Виктория занимал первое место в мире по золотодобыче, а небольшой город Балларат, расположенный на северо-востоке штата, стал крупнейшим центром золотодобычи.
Открытие золота недалеко от поселений Бичворт, Балларат и Бендиго привело в середине XIX веке, как и в американском штате Калифорния в 1849 году, к золотой лихорадке. В период пика золотодобычи в казначейство Виктории, располагавшееся в городе Мельбурн, еженедельно направлялось до двух тонн драгоценного металла.
В эти годы Виктория, экономика которой полностью базировалась на овцеводстве, получила широкую индустриальную базу и небольшую (йоменскую) фермерскую общину. Был отмечен резкий рост численности населения, что, в свою очередь, привело к дефициту земли и к социальной напряжённости среди землевладельцев и золотоискателей, которая, в конце концов, вылилась в восстание 1854 года. Кроме того это привело к всплеску численности "бушрейнджеров" - грабителей, использующих местные неосвоенные территории для того, чтобы скрываться от преследования властей.
Золотая лихорадка стала толчком в развитии Мельбурна и его окрестностей. В эти годы была построена разветвлённая железнодорожная система. Изменения коснулись и политической сферы: были предоставлены избирательные права мужчинам, введено тайное голосование, основанное на принципах чартизма. По мере истощения запасов золота всё громче стали заявления о необходимости проведения земельной и политической реформ, введения протекционистских мер . Росла и социальная напряжённость. В 1857 году Земельный съезд потребовал осуществления земельных реформ. Постепенно Мельбурн стал одним из крупнейших городов Британской империи и всего мира.
В 1854 году, во время пика золотой лихорадки, в регионе появились первые китайские поселенцы. Их присутствие на золотых приисках в районах Бендиго, Бичворта и Брайта привело к мятежам, введению въездных налогов и убийствам, а впоследствии и к формированию «политики белой Австралии».
Таким образом, золотая лихорадка в Виктории стала революционным событием в истории всей Австралии, привела к коренным изменения в общественной и политической сферах Виктории.

## Предпосылки
К 1840 году Мельбурну, расположенному в южной части Виктории, исполнилось четыре года со дня основания. Численность населения города, как и его окрестностей, продолжала стабильно расти и уже достигала около 10 тысяч человек. В 1851 году было отмечено важное событие в истории 29-тысячного Мельбурна: произошло отделение от Нового Южного Уэльса и была образована самостоятельная колония Виктория. Спустя несколько недель на территории новообразованной колонии были найдены первые месторождения золота: Льюис Мичел и Уильям Маккей Абердин сделали открытие в районе реки Андерсон недалеко от современного пригорода Мельбурна Варрандьете, Джеймс Эсмонд — в районе Кланс (в июле 1851 года), Томас Хискок — в районе Бунийонг недалеко от Балларата (2 августа 1851 года). Дальнейшие открытия привели к росту интереса среди колонистов, вызвав, таким образом, золотую лихорадку.

## Результаты
В годы золотой лихорадки в Виктории был отмечен резкий рост численности населения колонии. В 1851 году на материке проживало 437 655 человек, из них 77 345 человек (или 18 %) — в Виктории. Спустя десятилетие численность населения Австралии возросла до 1 151 947 человек, а колонии Виктория — до 538 628 человек (около 47 %).
Золотая лихорадка наложила определённый отпечаток на архитектуру местных городов (Мельбурна, Балларата, Бендиго, Арарата). Собор Святейшего Сердца Иисуса в Бендиго, второй по высоте в Австралии был построен, в основном, на доходы прихожан от золотодобычи.  
Серьёзные последствия имели место и в мировой экономике.